# Montpothier
 Montpothier  es una población y comuna francesa, en la región de Champaña-Ardenas, departamento de Aube, en el distrito de Nogent-sur-Seine y cantón de Villenauxe-la-Grande.

## Demografía
| 225 | 199 | 209 | 218 | 225 | 238 | 336 |
| Para los censos de 1962 a 1999 la población legal corresponde a la población sin duplicidades (Fuente: INSEE [Consultar]) |     |     |     |     |     |     |